# Meaux
Meaux (wymowaⓘ) – miejscowość i gmina we Francji, w regionie Île-de-France, w departamencie Sekwana i Marna.
Według danych na rok 1990 gminę zamieszkiwało 48 305 osób, a gęstość zaludnienia wynosiła 3264 osób/km² (wśród 1287 gmin regionu Île-de-France Meaux plasuje się na 30. miejscu pod względem liczby ludności, natomiast pod względem powierzchni na miejscu 173.).

## Galeria zdjęć

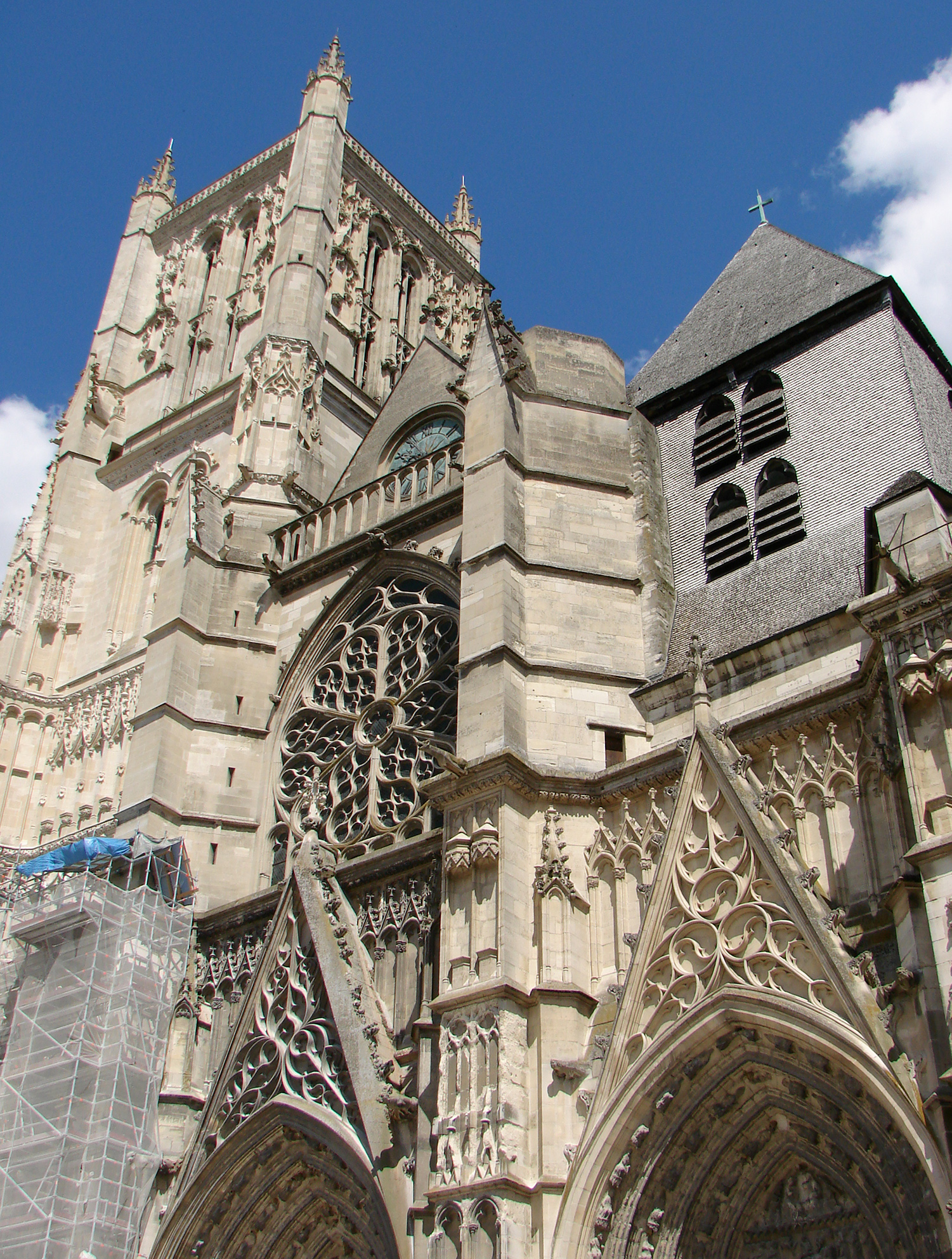
Fasada katedry
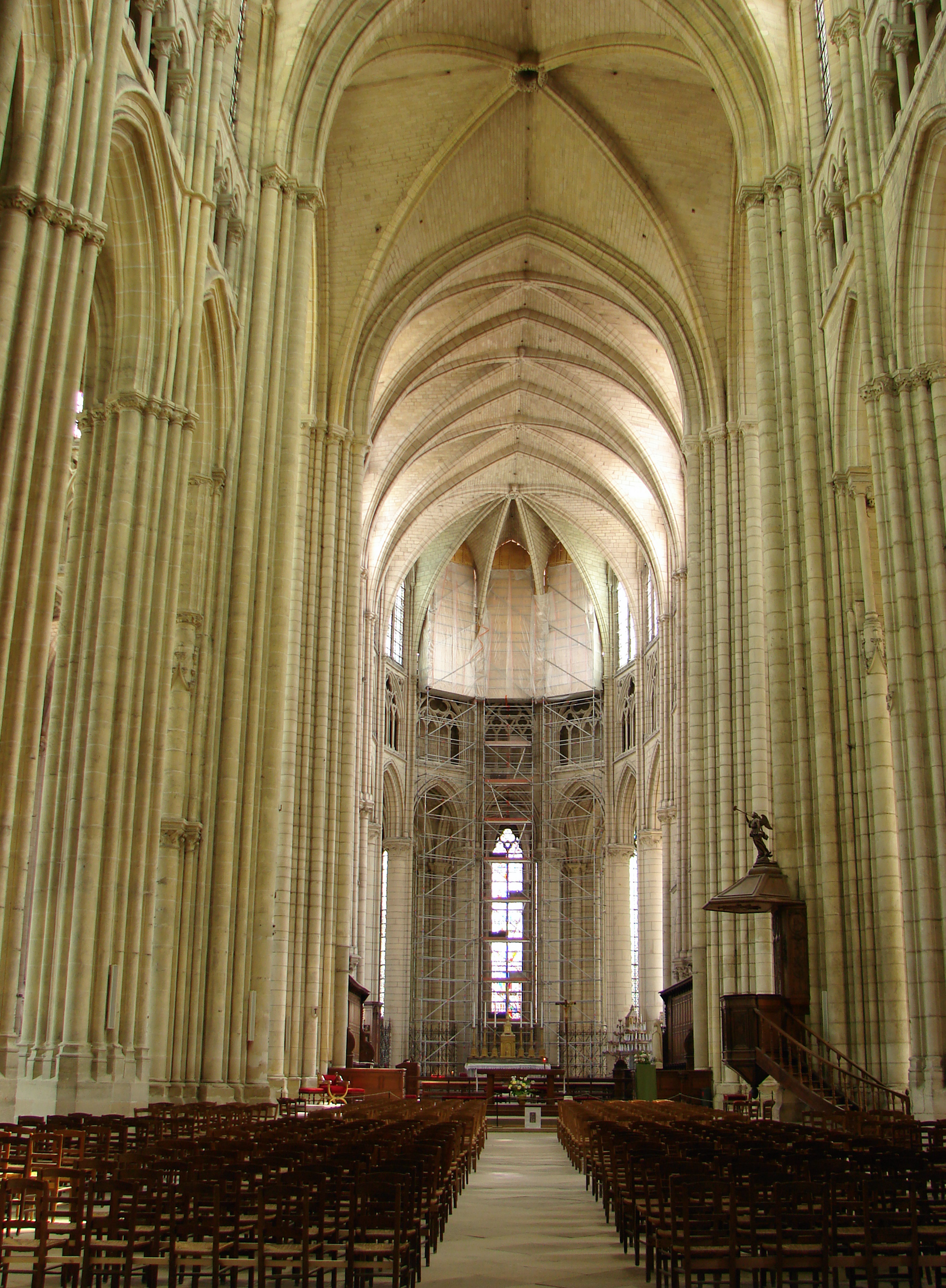
Wnętrze katedry
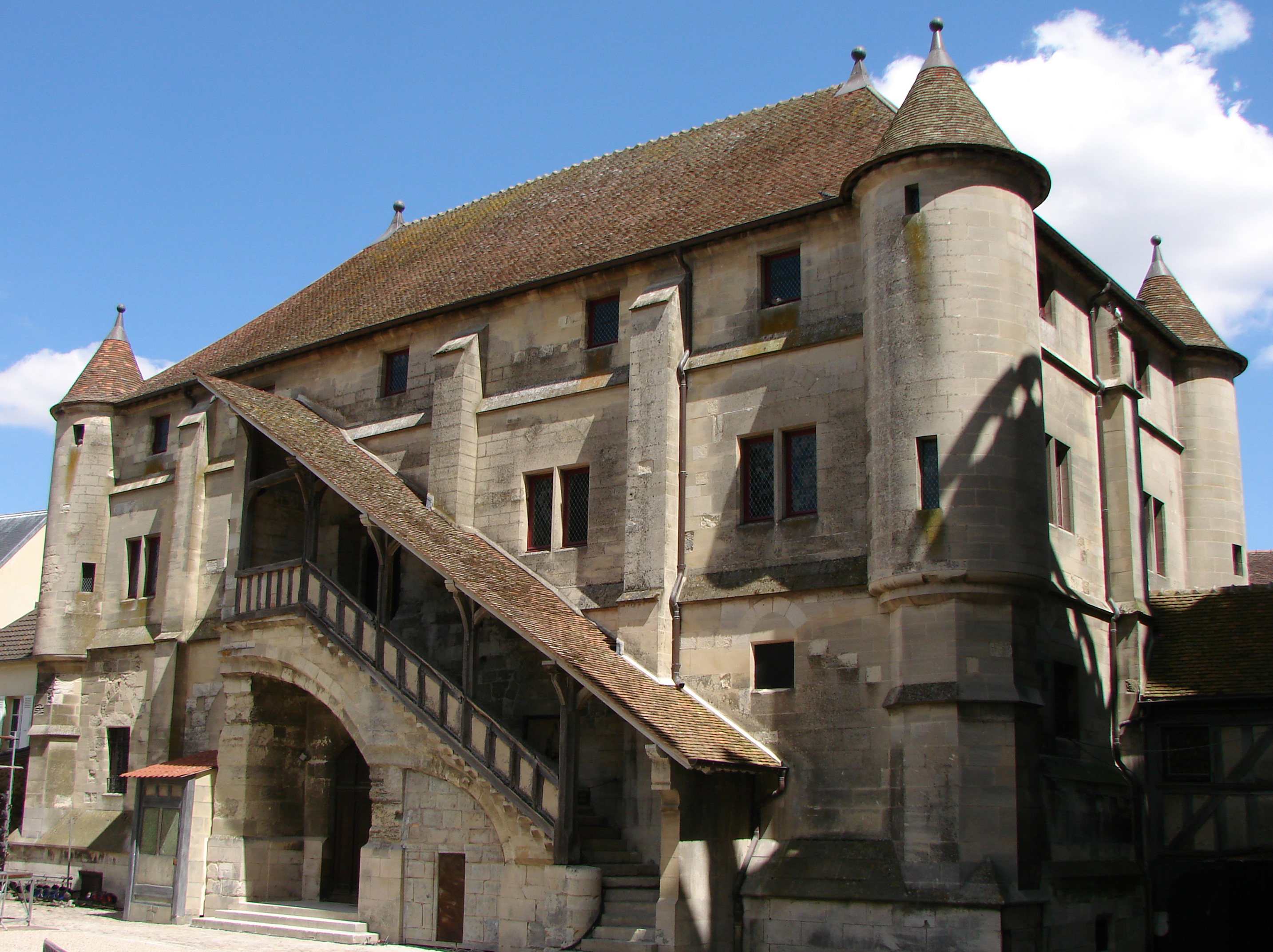
Dom kapituły
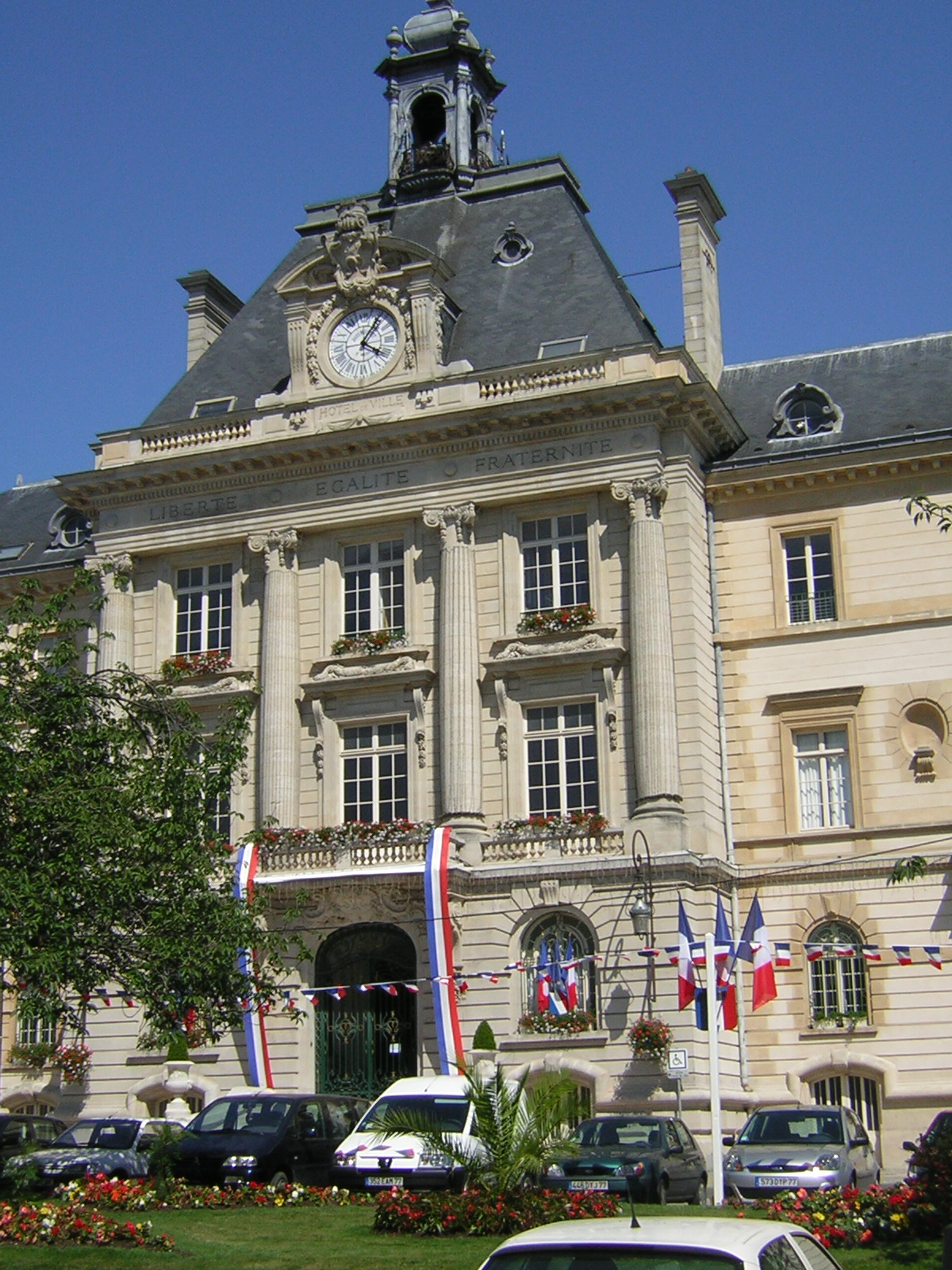
Ratusz